# دیسنوفان
شهر دیسنوفان  در بخش دیسنوفان  در ایالت تورگو در کشور سوئیس  واقع شده‌است که  ۳٬۱۰۰  نفر  جمعیت دارد.

## نگارخانه

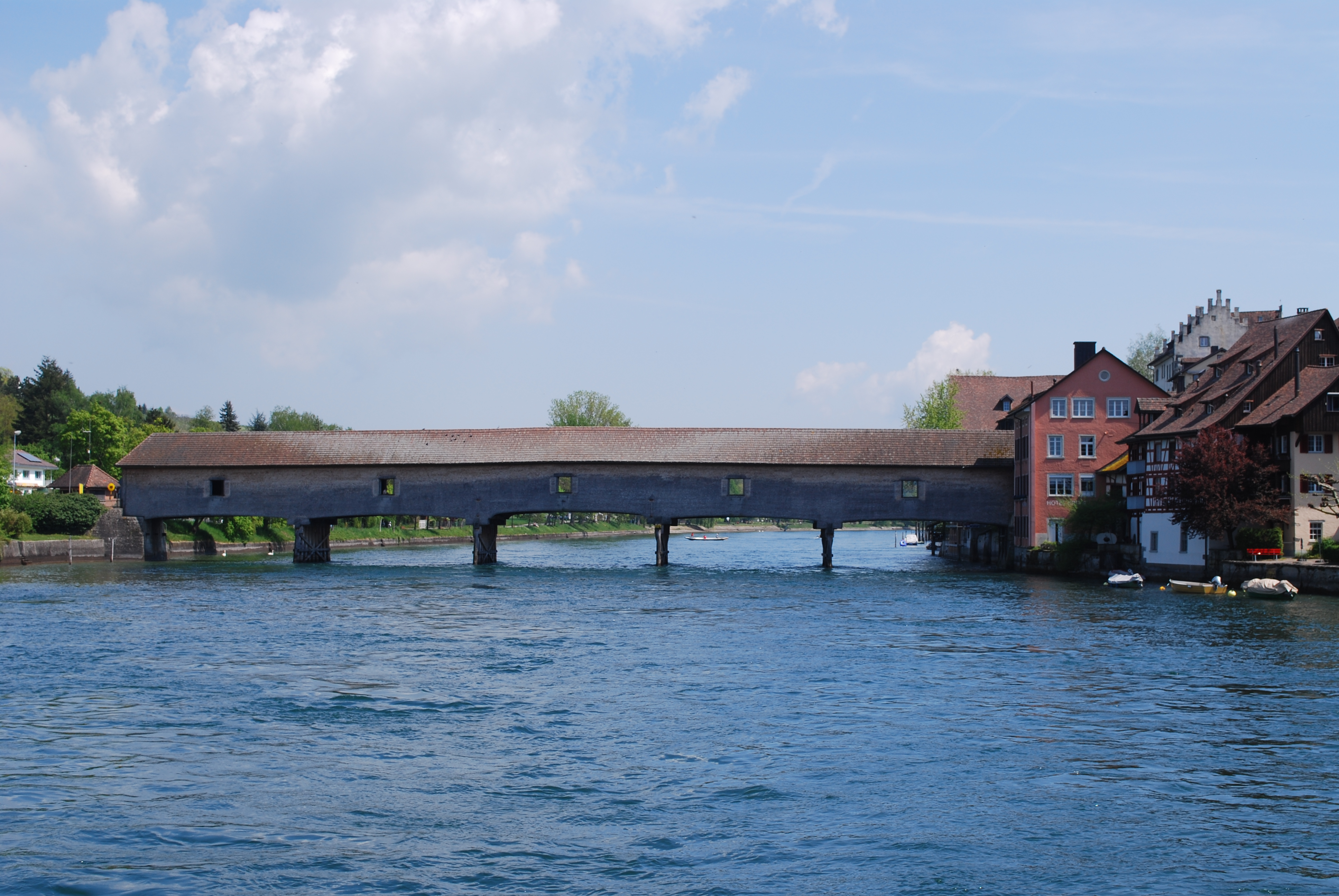
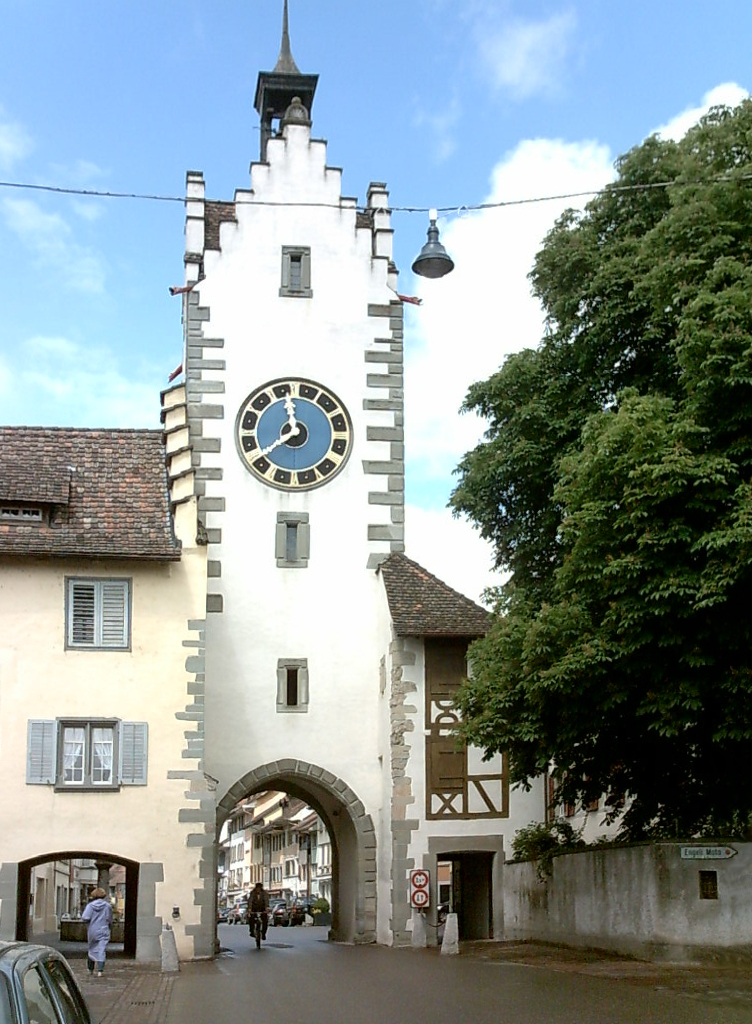
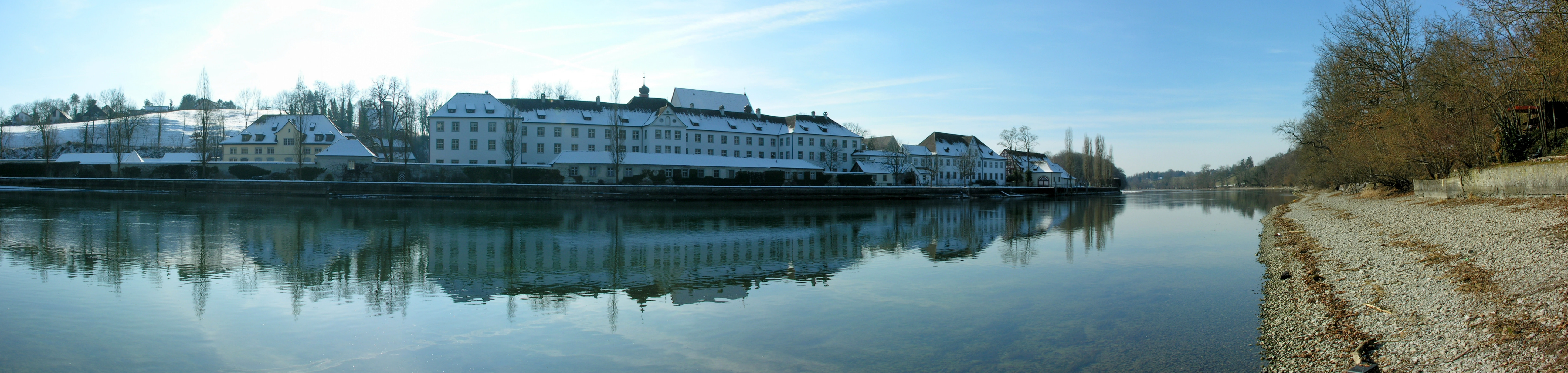
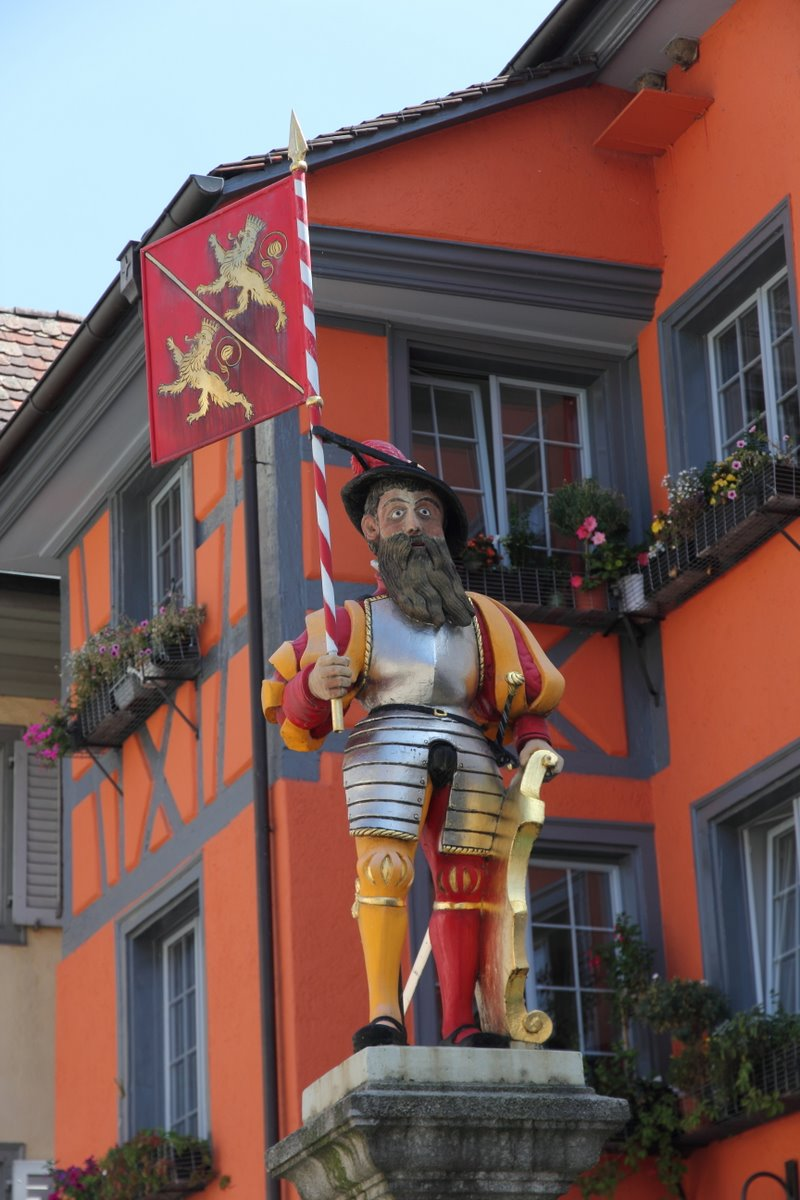
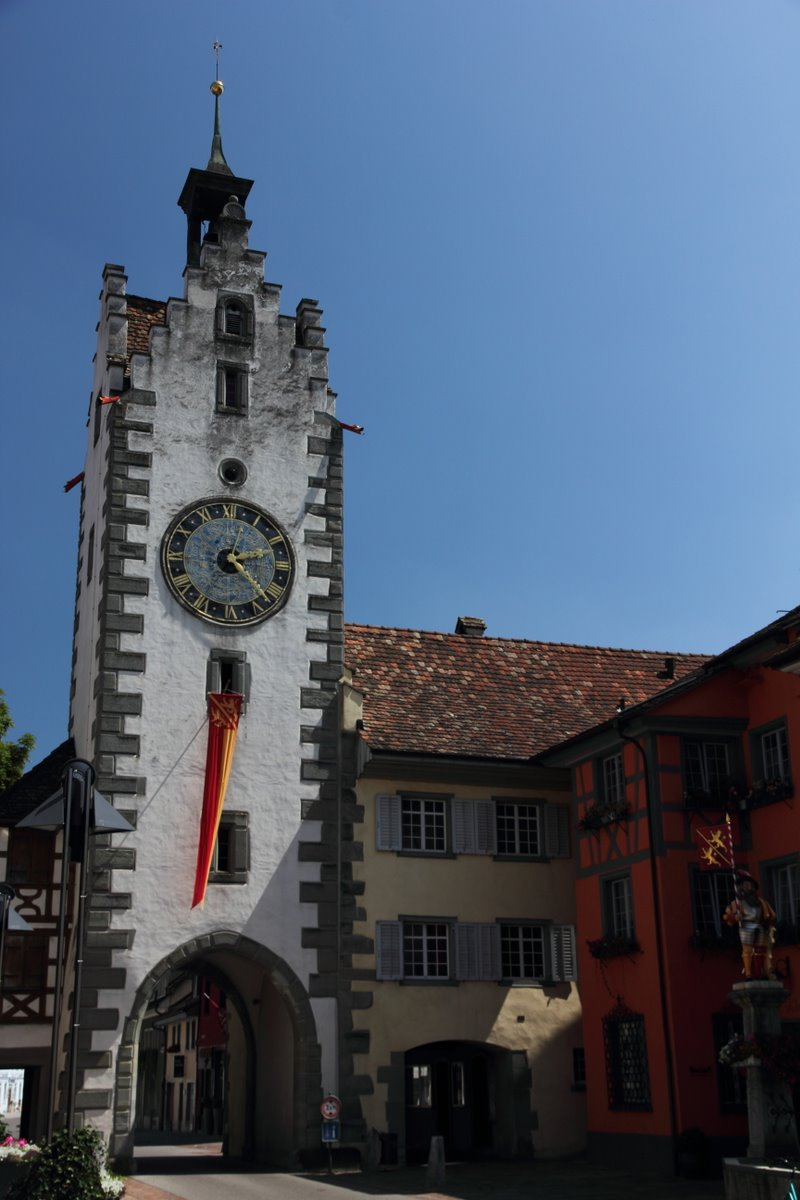